# Ljubezenski soneti
Ljubezenski soneti (Prešeren jih v rokopisu imenuje Ljubeznjeni sonetje) so cikel šestih Prešernovih sonetov in predstavljajo začetke Prešernovega sonetizma. Prvi (Očetov naših imenitna dela), drugi (Vrh sonca sije soncov cela čeda), tretji (Tak kakor hrepeni oko čolnarja) in peti (Kupido! Ti in tvoja lepa starka) sonet so izšli v drugem zvezku Kranjske čbelice (1831), četrti sonet (Dve sestri videle so zmoti vdane) pa je izšel v tretjem zvezku Kranjske čbelice (1832). Soneti so obliko cikla dobili leta 1847 v Poezijah, kjer jim je Prešeren dodal še šesti sonet (Je od vesel'ga časa teklo leto), stojijo pa pred Sonetnim vencem. Soneti v nobeni od objav nimajo naslova, naslov Ljubeznjeni sonetje se pojavi zgolj v cenzurnem rokopisu Poezij, kjer je prečrtan. Zapisani so v prvoosebni pripovedi in začenjajo obdobje Prešernove ljubezenske lirike.
Predstavljajo vse faze Prešernovega ljubezenskega doživljanja (dvorjenje–čaščenje–hrepenenje–upanje–strah–odpoved ljubezenskim idealom). V prvem sonetu se Prešeren odpove pisanju epike in napove pisanje osebnoizpovedne ljubezenske lirike; opevanje lepih Kranjic in čaščenje »neusmiljene device«. V drugem sonetu opeva lepoto dekleta, s katero jo povzdigne nad vse vrstnice. Hrepenenje po ljubezni »neusmiljene device«  prevladuje v tretjem sonetu. V četrtem sonetu se pesnik ob pogledu na dve sestri spomni na stare ljubezenske rane in zbeži. Dvorjenje in čaščenje dekleta se v tem sonetu spreobrneta v občutje strahu in negotovosti. V petem sonetu se pesnik ironično odpoveduje dvorjenju, saj mu ta ne prinaša želene ljubezni, po kateri hrepeni.

## Okoliščine nastanka
V času nastajanja cikla je Prešeren preučeval italijansko in špansko poezijo. Poseben vpliv na Prešernovo ustvarjanje je imel Petrarka, saj se je Prešeren s  prebiranjem njegovih sonetov seznanil s samo pesniško obliko in jo tako rekoč prenesel v slovenski prostor, kjer je bil sonet dotlej redek. Vzporedno s prevzemanjem pesniške oblike se spremeni tudi Prešernovo pojmovanje ljubezni kot pesniškega motiva. Prenehal je namreč pisati priložnostne pesmi, v katerih je prevladoval motiv »prevzetnega dekleta«.

## Interpretacija

### 1. sonet
Očetov naših imenitna dela je programski sonet, v katerem Prešeren želi poudariti, da ni pripovedni pesnik, temveč lirik. Iz tretje kitice (»Preslabe peti boje vam sloveče, pojó Kranjíc lepoto moje strune, in tvojo čast, neusmiljena devica!«) je razvidno, da Prešeren napoveduje trubadursko opevanje lepih Kranjic in slavljenje »neusmiljene device«, ki ni Kranjica. Kot v prejšnjih pesmih je tu še prisoten motiv neuresničene ljubezni, spremeni pa se pesnikov odziv na njo. Humorno norčevanje in razočaranje nadomesti s čaščenjem ljubljene ženske. V izrazju lahko opazimo sledove petrarkizma (npr. »z oči nebeških vržena pušica«). Ženske rime enajstercev so razporejene v sestav ABBA / ABBA / CDE / CDE. Med kvartinami in tercinami je vzpostavljena antiteza (zgodovinska epika : ljubezenska lirika).

### 2. sonet
Sonetu bi lahko rekli sonet čaščenja, saj je v njem močno izpostavljeno dvorjenje. Prešeren naj bi tukaj dopolnil domislek Petrarkovega 218. soneta, v katerem Lavra zatemnjuje s svojo lepoto druge ženske, kakor sonce ob zori zvezde.  Kvartini drugega soneta pripovedujeta tole alegorijo: Zemlja ponoči rada gleda zvezde na nebu, ker sonca ponoči ni (»od sonca, ljubga svojga, zapušena jih zemlja celo noč z veseljam gleda«). Ob sončnem vzhodu pozabi na zvezde in vidi samo še sonce, ki ga povzdigne nad vse zvezde. To alegorično zgodbo pesnik prenese v osebno ljubezensko zgodbo. Pesnik rad ogleduje lepe Ljubljančanke (zvezde), a ko pride ona (sonce), na njih pozabi in vidi le njo, (»Al dragi taka moč je čezme dana, de pričo nje sem slep za vse device«). V tem sonetu je  prisoten tudi antični vpliv, saj je verz »kar zvezd nebo, deklet ima Ljubljana« preveden Ovidijev stih »Quot coelum stellas, tot habet tua Roma puellas«. Rime v tercinah so CDD / CEE.  Med kvartinami in tercinami je opazna simetrija (zemlja=pesnik, sonce=ona, zvezde=Ljubljančanke).

### 3. sonet
Sonet bi lahko označili kot sonet hrepenenja. V kvartinah pesnik pripoveduje pripoved iz antične mitologije: Čolnar se znajde v neurju in se z zadnjim upanjem obrača na zvezdi Dioskuri (to sta Kastor in Poluks). Njuna luč je mornarjem oznanjala lepo vreme ali konec nevihte. V tercinah prenese misel o odrešilnih zvezdah na njene oči (»tak, draga deklica! zvezd tvojih čakam, takó in bolj še čakam hrepeneče, oči zagledat tvojih svítle žarke«). Njen pogled bi pesniku prinesel želeni mir in srečo. To je prvi Prešernov sonet, v katerem daje ljubezni možnost, da preseže meje erotike in začenja dobivati življenjsko funkcijo, v kateri ima ljubezen izredni, skoraj osrednji pomen življenja. Prešeren je tokrat za rimanje tercin izbral strukturo CDE / CDE.

### 4. sonet
V Kranjski čbelici (1832) je imel sonet naslov Strah, kar ustreza tematiki soneta. V ospredju ni več ljubezensko dvorjenje, temveč strah in negotovost. Sonet je sestavljen iz dveh konkretnih pesnikovih doživljanj. V kvartinah pesnik opisuje nenadno srečanje z dvema Ljubljančankama, ki zbudita v njem strah, da bi se mu mogle obnoviti stare ljubezenske rane, zato zbeži. Pojavi se antična metaforika (Kupído). Prešeren je za rimanje tercin izbral kombinacijo rim CDE / EDC.  V sonetu je poudarek na pesnikovem osebnem doživetju, pojavljati se začne osebna metaforika.

### 5. sonet
V sonetu se pesnik odpoveduje dvorjenju in čaščenju ter hrepenenju po ljubezni. Čaščenje in dvorjenje se pesniku zazdita nesmiselna, saj ne prinašata pozornosti dekleta oz. želene ljubezni. Sledi odpoved ljubezenskih idealom in ironično razmišljanje o »brezskrbnem življenju«: Denar bom služil s pravdami, zapil pa ga bom skupaj s prijatelji in ob tem pozabil na vse skrbi. Pesnik humorno prevzame realistično razmišljanje o minljivosti življenja. Peti sonet je torej vsebinsko nasprotje prvim trem sonetom cikla. V sonetu je močno izpostavljen antipetrarkizem, ki se kaže v eksplicitni, že kar programski formulaciji (»ne bom pel vajne hvale brez plačila do konca dni, ko siromak Petrarka«). Prešeren za tercetno rimanje izbere kombinacijo rim CDC / DCD. Opazni so tudi premiki v jeziku, saj Prešeren ne uporablja več visoke retorike, temveč se usmeri k pogovorni frazeologiji (prim. »ne bóta dalje me za nos vodila«, »sit sem …  vajne tlake«).

## Neusmiljena devica
Prešeren je cikel  Ljubeznjeni sonetje namenil ženski, ki jo označi kot »neusmiljena devica«. Mnenja literarnih zgodovinarjev glede konkretne ženske so  različna. Avgust Žigon meni, da so prvi trije soneti cikla namenjeni Mariji Johani Khlun iz Gradca, do katere je Prešeren gojil erotične simpatije med letoma 1829 in 1831. France Kidrič (1978: 45–46) meni, da je Prešernov navdih za nastanek cikla neznana petnajstletna ali šestnajstletna Ljubljančanka. Anton Slodnjak (1974: 59)  se strinja z Žigonom. Khlunova in Prešeren naj bi se obiskovala in si pošiljala pisma. V tretji kitici prvega soneta (Očetov naših imenitna dela) naj bi pesnik pokazal na vir svoje ljubezenske poezije: »Preslabe peti boje vam sloveče, pojó Kranjíc lepoto moje strune, in tvojo čast, neusmiljena devica!«: pesnik cikel posveča lepim Ljubljančankam in »neusmiljeni devici«, ki ni Ljubljančanka. 
Slodnjak (1979: 232) meni, da Prešeren v četrtem sonetu  (Dve sestri videle so zmoti vdane) opisuje Julijano Primic in njeno hči Julijo. Svoje mnenje pojasnjuje z zunanjo karakteristiko Julijane in Julije Primic, ki jo je Ana Jelovškova sporočila hčeri Ernestini: »Julija je bila plavolaska, imela je modre oči, zelo lepo kožo in rožasta lica, po postavi pa je bila majhna in nežne rasti, pravo nasprotje svoje matere, ki je bila lepa, stasita žena.«